# Lucy Qinnuayuak
Lucy Qinnuayuak, née en 1915 à Salluit et morte le 10 septembre 1982 à Cape Dorset, est une artiste graphique inuite.

## Biographie
Lucy Qinnuayuak est née à ou à proximité de Salluit au Québec en 1915. À un jeune âge, sa famille déménage sur l'île de Baffin, où elle s'installe à Cape Dorset. Elle a un mariage arrangé avec Tikituk Quinnuayuak lorsqu'elle est adolescente. Son mari Tikituk est un sculpteur et artiste graphique. Ils vivent de la chasse traditionnelle, se déplaçant autour de la péninsule de Foxe, et dans divers camps, comme Shapujuak, Ittiliakjuk, Igalallik, et Kangia.

## Carrière artistique
Lucy Qinnuayuak commence à dessiner à la fin des années 1950 et est une des premières artistes à réagir à la demande de James Archibald Houston pour des estampes inuits. Son travail est inclus pour la première fois dans la collection d'estampes de Cape Dorset, en 1961, au moment de sa mort, en 1982 ; 136 de ses gravures ont été publiés dans la collection. Qinnuayuak travaille principalement avec de la graphite et des crayons de couleur, mais expérimente plus dans les années 1970-1980 avec de l'aquarelle et de la peinture acrylique. Dans les deux dernières décennies de sa vie, elle crée des milliers d'images d'oiseaux stylisés et des scènes illustrant le rôle des femmes dans la culture inuite traditionnelle.
Reconnue pour ses rendus d'oiseaux de l'arctique, Qinnuayuak expose beaucoup au Canada et à l'étranger. L'un de ses dessins est utilisé dans les bannières promotionnelles des Jeux olympiques d'été de 1976 et sa coupe de pierre We all have something to do fait partie de la collection d'art des peuples autochtones du Sénat du Canada.
L'art de Lucy Qinnuayuak a été exposé dans plus de quatre-vingt expositions individuelles ou en groupe, parmi lesquelles L'estampe inuite, organisée par le ministère des Affaires indiennes et le Musée canadien de l'histoire, qui a fait une tournée internationale de 1977 à 1982. Ses pièces sont conservées par plusieurs institutions canadiennes, y compris le Musée des beaux-arts de l'Ontario, le Musée canadien de l'Histoire, l'Institut culturel inuit, la Galerie d'art de Sudbury et le Centre d'art Macdonald Stewart.

## Vie personnelle
Lucy et Tikitu ont eu neuf enfants, dont cinq sont morts dans leur enfance. Ils ont également adopté deux enfants, et ont pris soin des cinq enfants orphelins du frère de Tikitu, Niviaqsi. Le mari de Lucy et sa nièce, Kenojuak Ashevak, sont également des artistes.
Elle meurt le 10 septembre 1982 à Cape Dorset (Kinngait) au Nunavut.

## Principales expositions
- Birds and Flowers: Eskimo Graphics par Lucy Qinnuayuak, Arctic Artistry, New York, 1989
- Looking South: Winnipeg Art Gallery, 1978